# I Am on My Way
I Am on My Way — концертний альбом американського блюзового музиканта Хіпа Лінкчейна, випущений лейблом MCM Records в 1976 році. Записаний 1 листопада 1976 року під час виступу в клубі Ma Bea´s в Чикаго (Іллінойс). 

## Опис
Серед композицій — кавер-версії «Last Night» Літтл Волтера, «Black Nights» і «Reconsider Baby» Лоуелла Фулсона, «Somebody Loan Me a Dime» Фентона Робінсона та «Johnny B. Goode» Чака Беррі.
1996 року Storyville Records перевидав альбом на CD, до якого увійшли не видані на платівці композиції «Same Old Blues», «Why I Sing the Blue», «My Man» та «Johnny B. Goode».

## Список композицій
1. «You Left Me With a Broken Heart» (Джеймс А. Лейн) — 5:07
2. «I'm on My Way» (Хіп Лінкчейн) — 5:16
3. «Last Night» (Волтер Джейкобс) — 4:57
4. «All Your Love» (Сем Мегетт) — 4:52
5. «I Don't Want No Woman» (Боббі Бленд, Дон Робі) — 4:20
6. «Black Nights» (Ловелл Фулсон) — 5:22
7. «Reconsider Baby» (Ловелл Фулсон) — 5:15
8. «Somebody Loan Me a Dime» (Фентон Робінсон) — 5:12
9. «Same Old Blues» (Дон Нікс) — 3:25*
10. «Why I Sing the Blues» (Б.Б. Кінг) — 5:48*
11. «My Man» (Хіп Лінкчейн) — 4:42*
12. «Johnny B. Goode» (Чак Беррі) — 4:10*

- Примітки. * — вийшли на CD

## Учасники запису
- Хіп Лінкчейн — вокал, губна гармоніка
- Джиммі Міллер — гітара
- Ернест Гейтвуд — бас-гітара
- Тайрон Сенчерей — ударні

Технічний персонал
- Марсель Моргантіні — продюсер
- Люк-Ніколя Моргантіні — продюсер, фотографія
- Кріс Олесен — дизайн обкладинки